# John Hammond (Politiker, 1827)

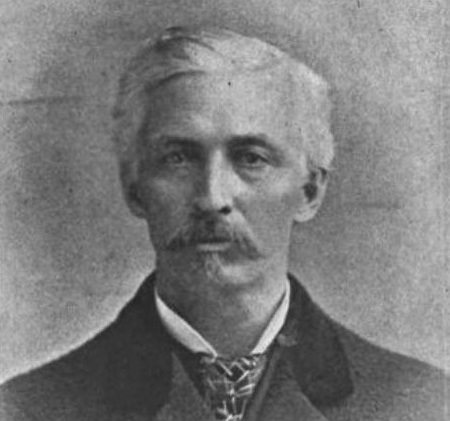
John Hammond

John Hammond (* 17. August 1827 in Crown Point, New York; † 28. Mai 1889 ebenda) war ein US-amerikanischer Politiker. Zwischen 1879 und 1883 vertrat er den Bundesstaat New York im US-Repräsentantenhaus.

## Werdegang
John Hammond besuchte öffentliche Schulen und die St. Albans Academy (Vermont). Dann graduierte er am Rensselaer Polytechnic Institute in Troy. 1849 war er Pionier in Kalifornien. Nach dem Ausbruch des Bürgerkrieges verpflichtete er sich freiwillig. Zu jener Zeit bekleidete er den Dienstgrad eines Privates. Man beförderte ihn zum Captain der Kavallerie und dann zum Brigadegeneral. Nach dem Ende des Krieges ging er 25 Jahre lang der Herstellung von Eisen nach. Er war Präsident der Crown Point Iron Co. Politisch gehörte er der Republikanischen Partei an.
Bei den Kongresswahlen des Jahres 1878 für den 46. Kongress wurde Hammond im 18. Wahlbezirk von New York in das US-Repräsentantenhaus in Washington, D.C. gewählt, wo er am 4. März 1879 die Nachfolge von Andrew Williams antrat. Er wurde einmal wiedergewählt. Da er auf eine erneute Kandidatur bei der Wahl zum Repräsentantenhaus der Vereinigten Staaten von Amerika im Jahr 1882 verzichtete, schied er nach dem 3. März 1883 aus dem Kongress aus.

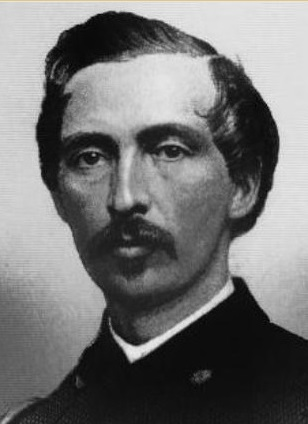
John Hammond

Er zog sich von seinen Geschäftsaktivitäten zurück. Am 28. Mai 1889 verstarb er in Crown Point und wurde dann auf dem Forest Dale Cemetery beigesetzt.